# Nipisat (koloni, Sisimiut)
For Nipisat Loranstation på øen Qeqertarsuaq (Disko), se Nipisat Loran-station (Qeqertarsuaq).
 For alternative betydninger, se Nipisat. (Se også artikler, som begynder med Nipisat)
66°48′48.2″N 53°30′42.0″V / 66.813389°N 53.511667°V
Nipisat ("stenbiderne") var i cirka 3 år i perioden 1724-1731 den ene af de da i alt to dansk-norske kolonier i Grønland.
Kolonien havde form af en handels- og missionsstation, et hvalfangstanlæg og – i årene 1729-1731 – et fort med egen garnison, og lå på øen Nipisat syd for det nuværende Sisimiut på Grønlands vestkyst.

## Placering
Kolonien Nipisat lå på en lille ø af samme navn, som ligger 15 km sydsydøst for byen Sisimiut (tidligere dansk navn: Holsteinsborg), ud til Davisstrædet. Øen er en del af en gruppe små øer og skær, som ligger lige vest for øen Sarfannguit Nunataat (dansk navn: Sarfannguaqland), ved nordsiden af fjorden Ikertooqs munding. 

## Historie
På øen Nipisat er fundet og udgravet en sommerboplads fra Saqqaq-kulturen, og de arkæologiske fund viser, at stedet var beboet i en længere periode allerede for cirka 4000 år siden.
Eftersom det store fjord-kompleks omkring fjorden Ikertooq var rigt på fangstdyr, lå der i begyndelsen af 1700-tallet mange grønlandske bopladser ved kysterne i området.
I 1721 var den norsk-danske præst Hans Egede rejst til Vestgrønland, hvor han anlagde "Haabets Koloni" (på øen Illuerunnerit ud for det nuværende Nuuk) som missions- og handelssted og den første dansk-norske koloni i Grønland. Hans missionsvirksomhed blev finansieret af Det Bergenske Handelskompagni, som drev handel og hvalfangst.

### Anlæggelse af kolonien Nipisat i 1724
Hans Egede havde i 1723 fået oplysninger om, at der 300 km nord for Haabets Koloni lå en ø ved navn Nipisat, hvor der i de omgivende fjorde syd for det nuværende Sisimiut dengang var mange grønlandshvaler (Balaena mysticetus) i vintermånederne. 
For at fremme Bergenskompagniets økonomiske interesser besluttede Hans Egede og den øvrige ledelse i kolonien i foråret 1724 at etablere en ny koloni på Nipisat med en tilhørende hvalfangststation.
Bergenskompagniet lå i konkurrence med flere handelskompagnier, ikke mindst hollandske, som drev omfattende hvalfangst og handel langs Vestgrønlands kyst. Fra sidst i 1600-tallet var hollændernes sejlads i området efterhånden blevet almindelig.
Anlæggelsen af kolonien ved Nipisat havde derfor også til formål at etablere en fremskudt post i forhold til hollænderne, hvis hovedstation i Vestgrønland var Sydbay på øen Ukiivik ved fjorden Nordre Isortoqs munding, 48 km nordnordvest for Nipisat.
En kaptajn fra Haabets Koloni rekognoscerede i området ved Nipisat i juni 1724; på sydsiden af øen fandt han en bugt, som egnede sig som naturhavn for den kommende koloni, og han fik gode råde af fem hollandske hvalfangerskibe i området.
Senere på sommeren sejlede kaptajnen til Nipisat med mandskab og materialer til etableringen af den nye koloni, som kom til at ligge i lavningen Naqinnersuaq  ("Den store lavning"), i hvis vestlige del der allerede boede nogle grønlændere.
Kolonien Nipisat kom til at omfatte en hvalfangststation, såvel som en missionsstation med præsten Albert Top og en loge, dvs. en handelsstation, med Jacob Geelmuyden som købmand og bogholder. Albert Top, som i juli 1723 var kommet til Grønland for at hjælpe Hans Egede med missionsarbejdet, skulle både være præst for koloniens mandskab og missionere blandt grønlændere i Nipisats omegn. Med historikeren Finn Gads ord var Nipisat dermed etableret som "en koloni, svarende til den på Haabets Øe".
Vinteren 1724/25 blev streng, så der blev fra Nipisat ikke fanget en eneste hval. Hans Egede var i Nipisat i foråret. I juni 1725 vendte hele kolonien Nipisats mandskab tilbage til Haabets Koloni på grund af proviantmangel; et problem som Hans Egede ikke havde været klar over.
Den 27. september 1725 fik Hans Egede at vide af nogle grønlændere som kom til Haabets Koloni nordfra, at hollandske hvalfangere – på et tidspunkt efter at kolonien Nipisat var blevet midlertidigt forladt midt i juni – havde nedbrændt koloniens huse.
I april 1726 rejste Jacob Geelmuyden tilbage til Nipisat for ved selvsyn at se på situationen. De grønlændere som boede på Nipisat fortalte ham, at hvalfangerkommandørerne Gilles Svartz (som arbejdede for Sr Wiinkop i Amsterdam) og Cornelis Tjalling Bonk ("Bunch") samt fire andre hollandske hvalfangerkaptajner og handelsmænd var gået i land ved Nipisat med deres mandskab og havde nedbrændt alle koloniens bygninger, og at de havde gjort det fordi de ikke brød sig om konkurrencen fra kolonien.   
De pågældende hvalfangerkommandører var i forvejen berygtede blandt befolkningen; således havde en af dem få år tidligere skudt to grønlændere, og det forekom også at de røvede hvaler som grønlænderne havde fanget.

### Kongen overtager koloniseringen
Bergenskompagniet, hvis økonomi længe havde været presset pga. kapitalmangel, gik i 1727 konkurs og måtte dermed opgive at drive handel i Grønland, og staten overtog opgaven.
Kong Frederik d. 4 havde allerede før Bergenskompagniets konkurs nedsat en kommission, kaldet Christiania-kommissionen, bestående af statholder Ditlev Vibe og Oslos biskop Bartholomæus Deichman, hvis opgave det var at undersøge Bergenskompagniet og afgive betænkning om, hvordan handelen i Grønland kunne opretholdes.
Den 22. november 1727 fremlagde kommissionen sin betænkning. Heri anbefalede de blandt andet, at følge Hans Egedes råd om at Haabets Koloni blev flyttet fra den noget tågeplagede Haabets Ø til Nuuks nuværende placering 17 km mod øst. Ligeledes anbefalede de at kolonien Nipisat blev genopbygget og udbygget.
Kong Frederik d. 4 sendte året efter, i 1728, en militær ekspedition til Grønland, med den hovedopgave at genetablere kolonien på øen Nipisat, og desuden at udstyre kolonien med et fort, som kunne forsvare handels- og hvalfangststationen mod hollænderne. Major Claus Enevold Paars, som kongen havde givet titel af Guvernør over Grønland, ledede styrken på ca. 25 soldater og kaptajn Jørgen Landorph var udnævnt til fortets kommandant; dertil kom omtrent 14 mand som skulle bemande handels-, missions- og hvalfangststationen. Ydermere medfulgte 12 mandlige militære straffefanger og 12 kvinder fra Spindehuset, som alle var blevet frigivet på betingelse af, at de lod sig tvangsgifte og rejste med til Grønland for at deltage i koloniseringen af landet. 
Efter ankomst til Hans Egedes koloni på Haabets Ø (Illuerunnerit) hjalp de nyankomne med at flytte kolonien til et bedre egnet sted, som blev kaldt Godthaab, det nuværende Nuuk. 

### Kolonien Nipisat gen-etableres i 1729
Efter en barsk overvintring, som kostede flere af de udsendte livet, sejlede guvernør Paars med styrken og Nipisat-koloniens mandskab i maj 1729 de godt 300 km nordpå til Nipisat, hvor de påbegyndte genopbygningen af kolonien: De opførte hovedbygningen, et 3-længet "våningshus", ved den nordøstlige del af havnebugten; et stort provianthus blev opført nær øens sydøstlige hjørne – 6-700 m øst for koloniens hovedbygning – da dette sted var det bedst egnede lossested. Endelig blev to kanonbatterier placeret umiddelbart vest for våningshuset, hvorfra de kunne beskyde indsejlingen og havnebugten. Styrken installerede sig derpå som garnison.   
Guvernør Claus Enevold Paars var generelt ikke vellidt af sine underordnede. I det råd, som ledede kolonien og som Paars havde forsædet i, lå han jævnligt i strid med flere af rådets øvrige medlemmer, bl.a. kommandanten Jørgen Landorph og proviantforvalteren Johan Seckmann Fleischer.
To skibe fra København og Bergen kom i sommerens løb med forsyninger til Nipisat og medbragte også en hvalfangerkommandør med 8 harpunerere, som skulle lede hvalfangsten.
I vinteren 1729/30 var der mange hvaler i fjordene omkring Nipisat, men fra hvalfangststationen blev der pga. mangel på mandskab kun fanget to hvaler, hvoraf den ene drev til havs og gik tabt. Proviantforvalteren, løjtnant Johan Seckmann Fleischer, berettede senere at: "Havde der været Folk nok, kunde i denne Maaned [marts] været fangne saa mange Hvalfiske, som ved deres Spæk og Barder kunde have betalt alt, hvad Kongen paa dette Land havde anvendt".
I sommertiden skete det at hvalfangerskibe fra bl.a. Skotland, Tyskland og Holland ankrede op ved Nipisat for at hente ferskvand. 
Under ledelse af handelsassistenten Jens Hiort Træsko tog syv mand i sommerens løb på et handelstogt mod nord i robåd, indgik undervejs handelsaftaler med grønlændere og nåede næsten til Upernavik, før is tvang dem til at vende om. På hjemturen blev deres chalup skruet ned af is, men de reddede sig op på en isflage som de drev på i 2-3 døgn, blev derefter reddet af en hollandsk hvalfanger og kom tilbage til Nipisat.
Handelstogterne i 1730 gav rimelige resultater, idet der blev købt omtrent 200 tønder spæk og et mindre antal skind, som blev afskibet til Bergen.

### Kolonierne vurderes at være urentable og nedskæringer besluttes
En ny kommission nedsat 1729 vurderede, at hvalfangsten ikke kunne betale sig og at den udsendte garnison var unødvendig, og rådede derfor i foråret 1730 Kong Frederik d. 4 til at hjemkalde Guvernør Paars og hans styrke samt harpunererne. Ifølge kommissionen skulle de to kolonier – Godthåb og Nipisat – opretholdes, men de skulle i året 1730-31 kun have den mindst mulige bemanding i form af købmand, assistent og præst og øvrigt nødvendigt mandskab.
I 1731 ville man så udsende tolv islandske familier, som frivilligt havde meldt sig til at bosætte sig i Grønland. Det var planen, at halvdelen af familierne skulle drive landbrug ved Godthaabs-området, de andre seks familier skulle drive landbrug i egnen omkring Nipisat.
Et skib blev sendt til Grønland for at overbringe kongens ordre og for at hente garnison og hvalfangere. Disse ændringer blev besluttet så sent i 1730, at man ikke kunne sende garnisonen hjem før året efter. Hvalfangerne rejste dog tilbage i august 1730.

### Den nye konge opgiver koloniseringen
Kong Frederik d. 4 døde i oktober 1730, og hans efterfølger Christian d. 6 besluttede af sparehensyn at stoppe al yderligere økonomisk støtte til kolonisering og mission i Grønland.  Derfor hjemkaldte han guvernør Paars, garnisonen og øvrigt mandskab, som i juli 1731 forlod Nipisat og sejlede tilbage til København.
Kolonien Nipisat lå herefter forladt hen. I august fik man i Godthaab at vide af grønlændere på gennemrejse, at hollænderne igen havde nedbrændt kolonien på Nipisat: Besætninger fra flere hollandske hvalfangerskibe var sammen sejlet ind, havde taget hvad der lå tilbage af løsøre og derefter brændt koloniens bygninger ned. De brændte også to af grønlændernes vinterhuse ned.

### Efter kolonien Nipisats ophør
Der var gentagne gange i årene efter planer om at videreføre/genoprette kolonien Nipisat.
I november 1731 foreslog storkøbmanden Jacob Severin – som overtog Grønlandshandelen i årene 1733-1749 – således at videreføre kolonien på Nipisat.
I november 1747 afgav Hans Egedes yngste søn, købmanden og missionæren Niels Rasch Egede, en betænkning med planer for igen at oprette en koloni ved Nipisat.
Ingen af disse forslag blev dog realiseret. Der blev ikke gjort flere forsøg på at gen-etablere en egentlig koloni på øen.
Handelsmanden Peder Olsen Walløe besøgte øen i 1748.
Efter kolonien Holsteinsborgs grundlæggelse i 1764 blev der – formentlig sidst i 1770'erne – på Nipisat anlagt et lille hvalfangst-anlæg i form af nogle få huse. I vinteren 1778-1779 blev der forsøgt hvalfangst ved Nipisat, men atter med povert resultat. Der blev set mange hvaler, men man fangede ingen. Anlægget blev sløjfet allerede i 1782 og husene flyttet 11 km mod nord til bopladsen/udstedet Qerrortusoq, hvor der var blevet etableret en hvalfangerloge.
Den tyske mineralog Giesecke var på øen nogle gange 1807-1810. Kolonien Nipisats historie gik med årene delvis i glemmebogen. Således skriver Hinrich Johannes Rink, som var inspektør for Sydgrønland i årene 1857-1868 og havde stor viden om landet, i sit værk "Grønland, geographisk og statistisk beskrevet" fra 1857, at nogle anså ruinen af provianthuset for en nordboruin, mens Rink selv hældede til at den formentlig måtte være opført af hollandske hvalfangere.
Søofficeren J. A. D. Jensen kom på sin opmålings-ekspedition i 1884 forbi Nipisat, hvor han kun fandt ruinen af provianthuset. I 1912 udgravede og opmålte historikeren Louis Bobé sammen med kolonibestyreren og førstepræsten fra Holsteinsborg koloniens ruiner.

## Om navnet Nipisat
"Nipisat" betyder på dansk "stenbiderne", og er flertals-formen af det grønlandske ord for stenbider, "nipisa".
Kolonien fik sit navn efter øen, som igen har fået sit navn fordi dens form minder om fisken stenbider (Cyclopterus lumpus).
Navnet staves også Nipisat ifølge den gamle retskrivning fra før 1973.
Det udtales noget i retning af "Ni-bi-SÆT" (betoningen ligger på sidste stavelse).
I skriftlige danske og norske kilder fra 1700-tallet skrives navnet oftest "Nepisene", omend formerne "Nepissene"  og "Nepesene"  også forekommer. Nepisene er lokativ-form af Nipisat; i nutidig retskrivning ville lokativ-formen blive skrevet "Nipisani", med betydningen "henne ved stenbiderne".